# Пёноровка
Пёноровка — река в Томской области России, правый приток Васюгана. Устье реки находится в 331 км по правому берегу реки Васюган. Длина реки составляет 118 км.
В устье реки расположены урочища Пёнорово, Муромка и Сталинка. По реке Пёноровка проходит восточная граница Тевризского сельского поселения.
В районе реки находится Южно-Черемшанское нефтяное месторождение. В связи с этим 94-километровый участок реки от истока является водоохранной зоной.

## Притоки
(от устья)
- 14 км: Байкал (лв)
- Чулановская (лв)
- Буяковская (лв)
- Янчена (пр)
- Урманная (пр)
- Кала (лв)
- Ельцовка (лв)
- Нюглонигай (пр)
- 73 км: Пыркагигай (пр)

## Данные водного реестра
По данным государственного водного реестра России относится к Верхнеобскому бассейновому округу, водохозяйственный участок реки — Васюган, речной подбассейн реки — бассейны притоков Оби (верхней) от Кети до Васюгана. Речной бассейн реки — Обь (верхняя) до впадения Иртыша.